# ケプラー14
ケプラー14 (英: Kepler-14) とは、地球から見てこと座の方向、約3,196光年（約980パーセク）先にある連星系である。2011年に、太陽系外惑星が発見された。

## 観測
ケプラーの初期観測から、惑星の存在が期待できる目標の1つに挙げられ、惑星のトランジットによるとみられる光度の変化が早期に発見されていた。しかし地上望遠鏡による追観測で、スペックル・イメージングや補償光学によって得た画像の解析からはこの恒星が連星であることがわかり、惑星の存在の確定が遅くなった。2010年に行われたスピッツァー宇宙望遠鏡での観測と合わせて、星系の2つの恒星のうち、明るい方の主星Aで起こる減光が惑星のトランジットによるものであることが確認され、2011年に系外惑星ケプラー14bの発見が報告された。

## 連星系
| 太陽 | ケプラー14A |
| ---- | ----------- |
| 太陽 | Exoplanet   |

主星のケプラー14Aは、質量が太陽の1.51倍程度の恒星、伴星のケプラー14Bは、質量が太陽の1.39倍程度の恒星とみられる。主星と伴星は約280 au 離れており、およそ2800年という非常に長い時間をかけて公転しているとみられる。それ以外の詳細はほとんど分かっていないが、2つの恒星を単独星と仮定して推定すると、半径は太陽の2.05倍、表面温度は 6,395 K と太陽（5,778 K）より高いF型の恒星で、金属量は太陽より3割程多いとみられる。連星系は、誕生から22億年が経過していると考えられている。

## 惑星系
2011年、主星のケプラー14Aの周りに太陽系外惑星ケプラー14bが発見された。大きさと質量から、この惑星は木星より若干大きい巨大ガス惑星であると考えられる。密度は7.1 g/cm3 で、木星型惑星としては非常に高い。この惑星は、主星Aの周りを1週間弱で公転しており、主星Aからの距離は 0.08 au 程度しかないため、ホット・ジュピターに分類される。
| 名称 （恒星に近い順） | 質量           | 軌道長半径 （天文単位） | 公転周期 (日)        | 軌道離心率   | 軌道傾斜角  | 半径             |
| --------------------- | -------------- | ----------------------- | -------------------- | ------------ | ----------- | ---------------- |
| b                     | 8.40 ± 0.35 MJ | 0.081                   | 6.790123 ± 4.3 ×10−6 | 0.035 ± 0.02 | 90.0 ± 2.8° | 1.136 ± 0.073 RJ |